# Gluteus maximus
Mușchiul gluteu mare sau doar gluteus maximus (conform originalului din limba latină, Musculus glutaeus maximus) este mușchiul principal extensor al șoldului. Este cel mai extins și cel mai aproape de piele dintre cei trei mușchi fesieri, fiind responsabil de forma și aparența a fiecăreia din părțile șoldului. Este, de asemenea, cel mai extins mușchi din corpul uman. Masa sa groasă, cărnoasă, în formă de patrulater, formează proeminența feselor. Ceilalți mușchi fesieri sunt gluteus medius și gluteus minimus. Uneori, în mod informal, aceștia sunt denumiți, în mod colectiv, „fesierii”.
Dimensiunea sa mare este una dintre cele mai caracteristice trăsături ale sistemului muscular la om, conectat așa cum este cu puterea de a menține trunchiul în postură erectă. Alte primate au șoldurile mult mai plate și nu se pot susține decât pentru foarte scurt timp în picioare.
Mușchiul este alcătuit din fascicule musculare, paralele între ele, fiind adunate împreună în mănunchiuri mai mari, separate de septuri fibroase.

## Structură

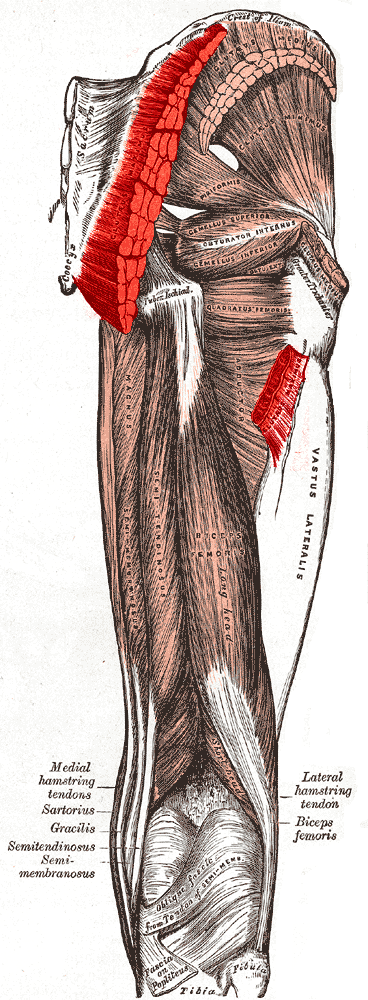
Mușchii regiunilor fesiere și femurale posterioare, care prezintă originea și inserția mușchiului gluteus maximus.

Gluteus maximus este mușchiul cel mai exterior al feselor. Poziționarea sa rezultă din conexiunile cu structurile din apropiere din această zonă. Ia naștere din linia fesieră posterioară a iliumului interior superior, un os al pelvisului, precum și deasupra acestuia până la creasta iliacă și puțin sub ea; din partea inferioară a sacrumului și partea laterală a coccisului; din aponevroza a erectorului spinal (fascia lombodorsală), ligamentul sacrotuberos și fascia care acoperă gluteus medius (gluteal aponevroză).
Fibrele sunt îndreptate oblic inferior și lateral;
Gluteus maximus se termină în două zone principale:
- cele care formează porțiunea superioară și cea mai mare a mușchiului, împreună cu fibrele superficiale ale porțiunii inferioare, se termină într-o lamină tendinoasă groasă, care trece prin trohanterul mare și se inserează în banda iliotibială a fasciei lata;
- fibrele mai profunde ale porțiunii inferioare sunt introduse în tuberozitatea fesieră a linea aspera, între vastus lateralis și adductor magnus. Dacă este prezent, al treilea trohanter servește și ca atașament.

### Burse
Trei burse se găsesc de obicei în legătură cu suprafața profundă a acestui mușchi:
- Una dintre acestea, de marime mare, o desparte de trohanterul mare;
- o a doua (deseori lipsă) este situată pe tuberozitatea ischionului;
- o treime se găsește între tendonul mușchiului și cel al vastus lateralis.

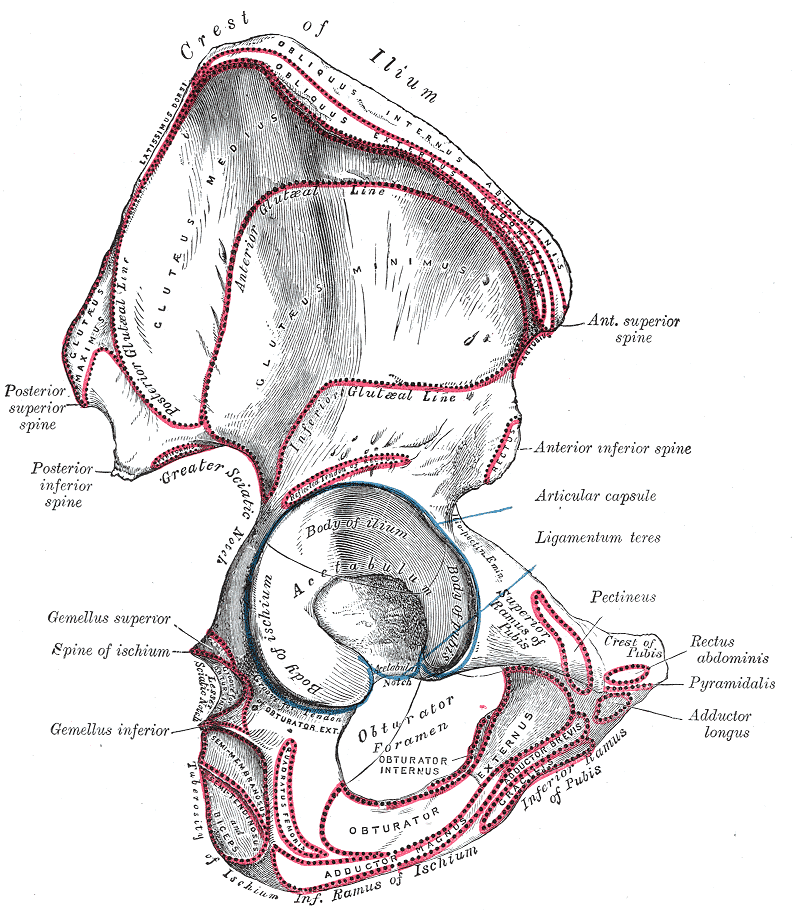
Imagine care arată suprafața exterioară a iliumului, care arată linia fesieră inferioară.

## Funcție
Gluteus maximus îndreptă piciorul la șold; când piciorul este flexat la șold, gluteus maximus îl extinde pentru a aduce piciorul într-o linie dreaptă cu corpul.
Luându-și punctul fix de jos, acționează asupra pelvisului, sprijinindu-l, precum și trunchiul de pe capul femurului; acest lucru este evident mai ales când se stă doar pe un picior. Acțiunea sa cea mai puternică este aceea de a determina corpul să-și recapete poziția erectă după aplecare, prin retragerea bazinului înapoi, fiind asistat în această acțiune de bicepsul femural (capul lung al acestuia) și de mușchii semitendinos, semimembranos și de aductorul mare.
Gluteus maximus este un tensor important al fasciei late, iar prin legătura sa cu banda iliotibială stabilizează femurul pe suprafețele articulare ale tibiei în timpul stării de a sta în picioare, când mușchii extensori sunt relaxați.
Partea inferioară a mușchiului acționează și ca abductor și rotator extern al membrului. Fibrele superioare acționează ca abductori ai articulațiilor șoldului.

## Societate și cultură

### Sport, antrenamente
Mușchiul gluteul mare este implicat adesea în performanță, în mai multe sporturi, de la alergare la aruncarea suliței și a greutății, până la ridicarea de greutăți. O serie de exerciții, care se concentrează pe antrenarea mușchiului gluteus maximus, dar și pe alți mușchi ai piciorului superior sunt:
- Impingeri de sold
- Puntea fesieri
- Extensii de șold cvadrupedice
- Leagăn cu Kettlebells
- Genuflexiuni și variații cum ar fi genuflexiuni întrerupte, genuflexiuni cu pistol și lungi de poziție largă
- Deadlift (și variațiuni)
- Hiperextensie inversă
- Extensii de șold în patru direcții
- Ridicare glute-șuncă

### În artă
În termeni culturali, fesierii sunt adesea considerați simbol al sănătății și al puterii de atracție, din punct de vedere estetic. Aceste caracteristici apar frecvent în lucrări de artă, care încearcă să sublinieze și să celebreze fizicitatea și capacitatea de a se mișca dinamic, elegant și puternic. Fesele se dovedesc, de obicei, a fi proporționate eficient, mușchiuloase și proeminente.
Dovezile unor astfel de reprezentări ale mușchilor fesieri se extind de la cel puțin Grecia Antică până în zilele noastre.

„Fesierii_în_artă_și_fotografie”
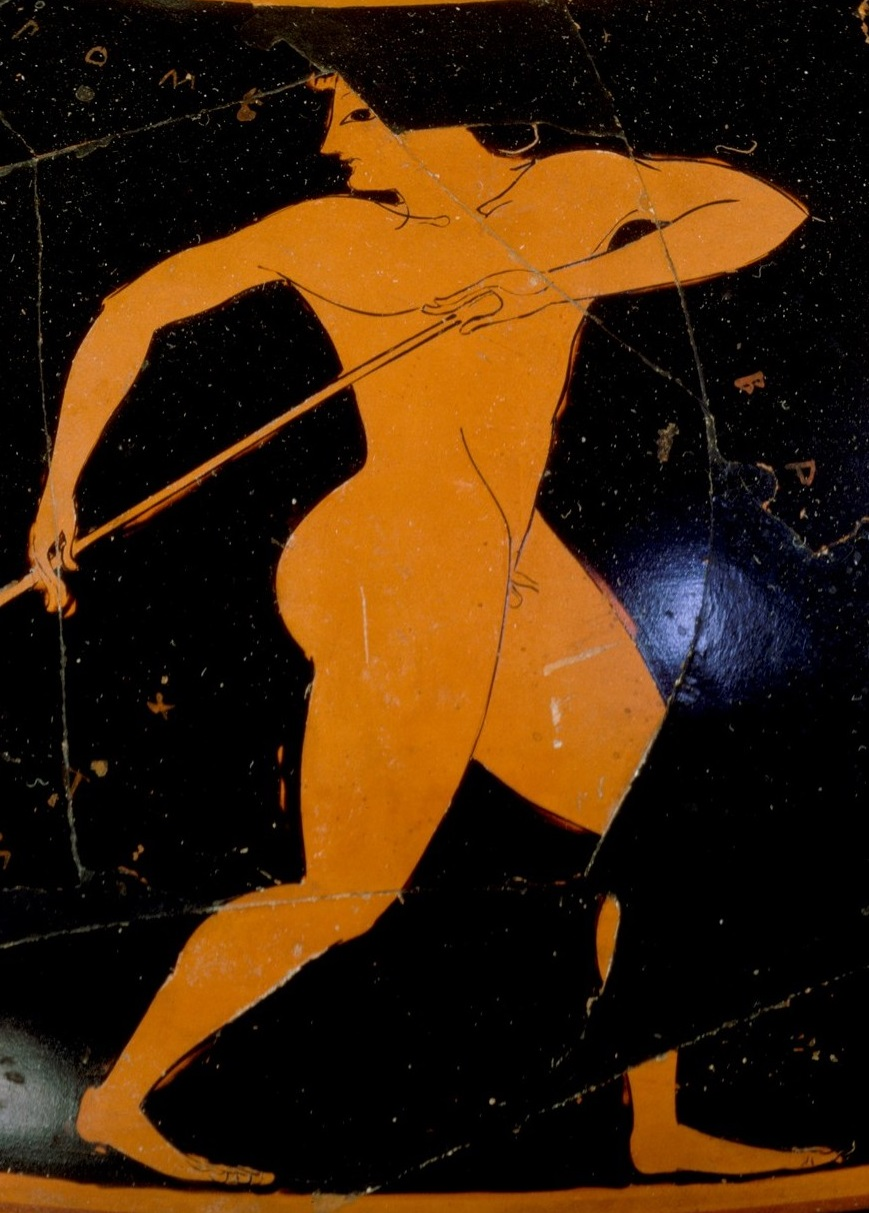
Un aruncător de suliță din Grecia antică — reprezentare pe o vază, circa 520 î.Hr.
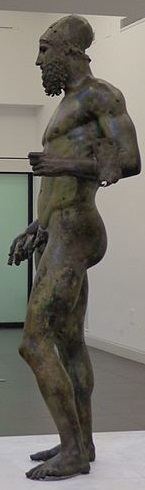
Războinic din Grecia antică — sculptură în bronz, circa 450 î.Hr.
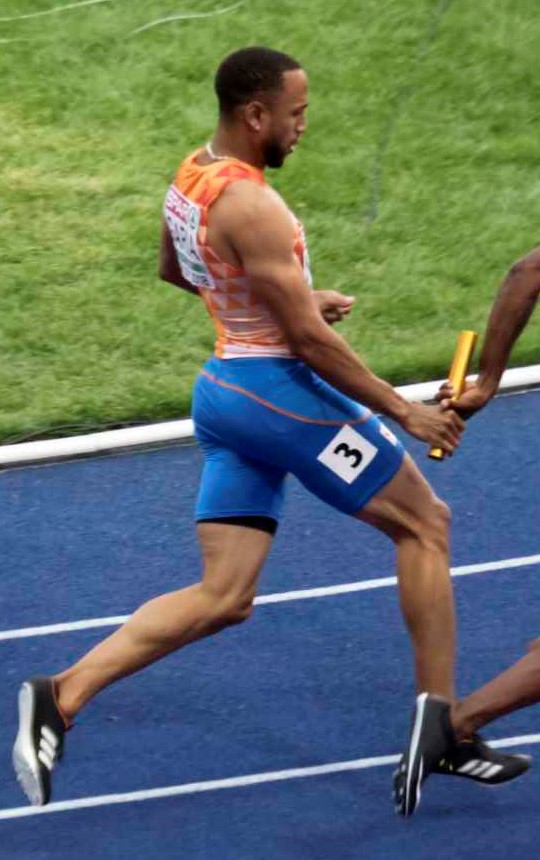
Sprinter care îi dă ștafeta coechipierului său, 2018
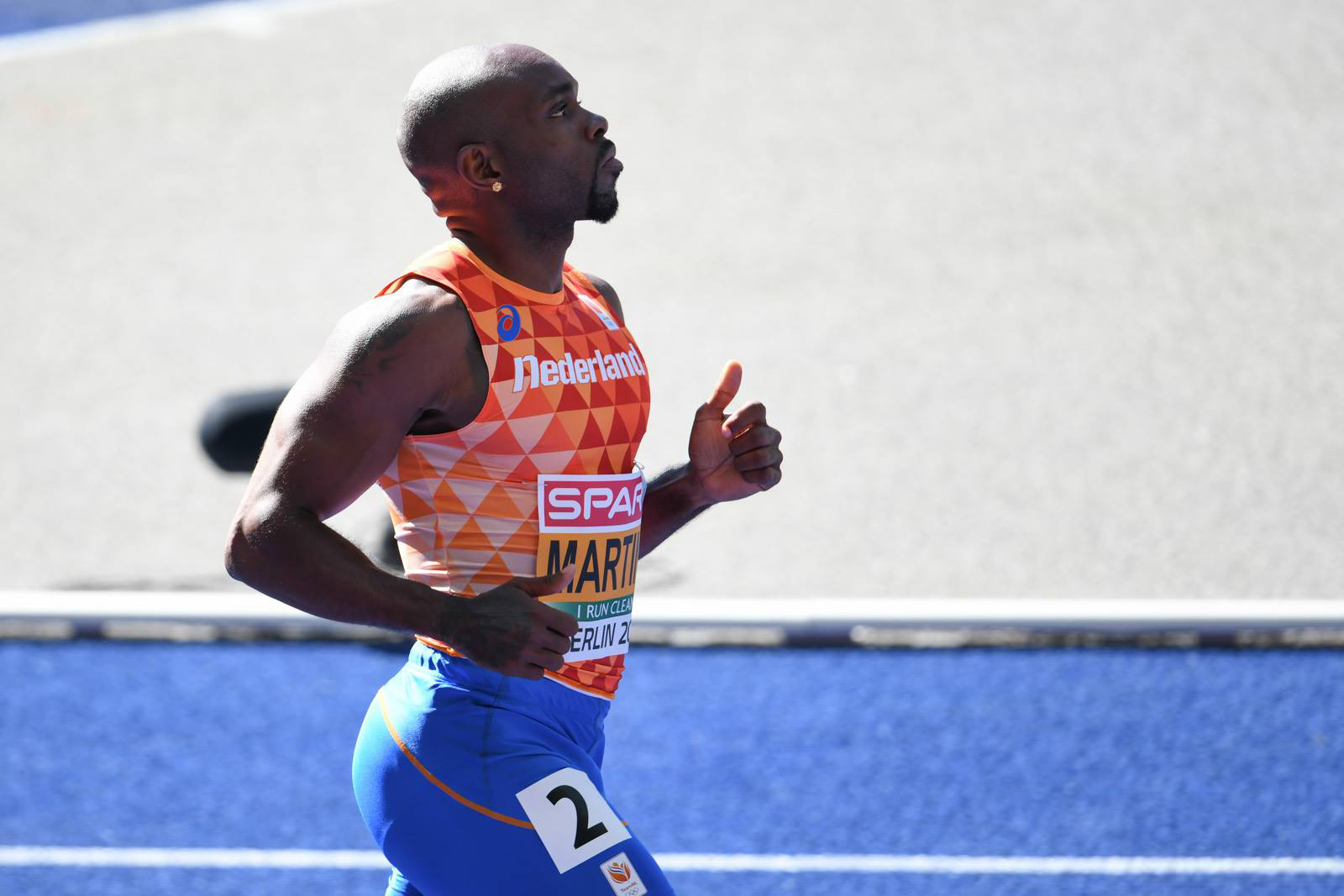
Sprinter aflat la încălzire, 2018

## Semnificație clinică
Evaluarea funcțională poate fi utilă în evaluarea leziunilor la nivelul gluteusului maxim și al mușchilor din jur.
Testul piriformis măsoară flexibilitatea gluteusului maximus. Acest lucru necesită un profesionist calificat și se bazează pe unghiul de rotație externă și internă în raport cu intervalul normal de mișcare, fără răni sau impact.

## La alte animale
Gluteul mare este mai mare ca dimensiune și mai gros la oameni decât la alte primate. Dimensiunea sa mare este una dintre cele mai caracteristice caracteristici a sistemului muscular la om, conectat așa cum este cu puterea de a menține trunchiul în postura erectă. Alte primate au șoldurile mult mai plate și nu se pot susține în picioare decât foarte limitat.
La alte primate, gluteus maximus este format din ischiofemoralis, un mușchi mic care corespunde cu gluteus maximus uman și provine din ilion și ligamentul sacroiliac și din gluteus maximus proprius, un mușchi mare care se extinde de la tuberozitatea ischială până la o inserție relativ mai îndepărtată, pe femur. În adaptarea la mersul biped, a fost necesară reorganizarea atașării mușchiului, precum și a momentului brațului forței.

## Imagini suplimentare

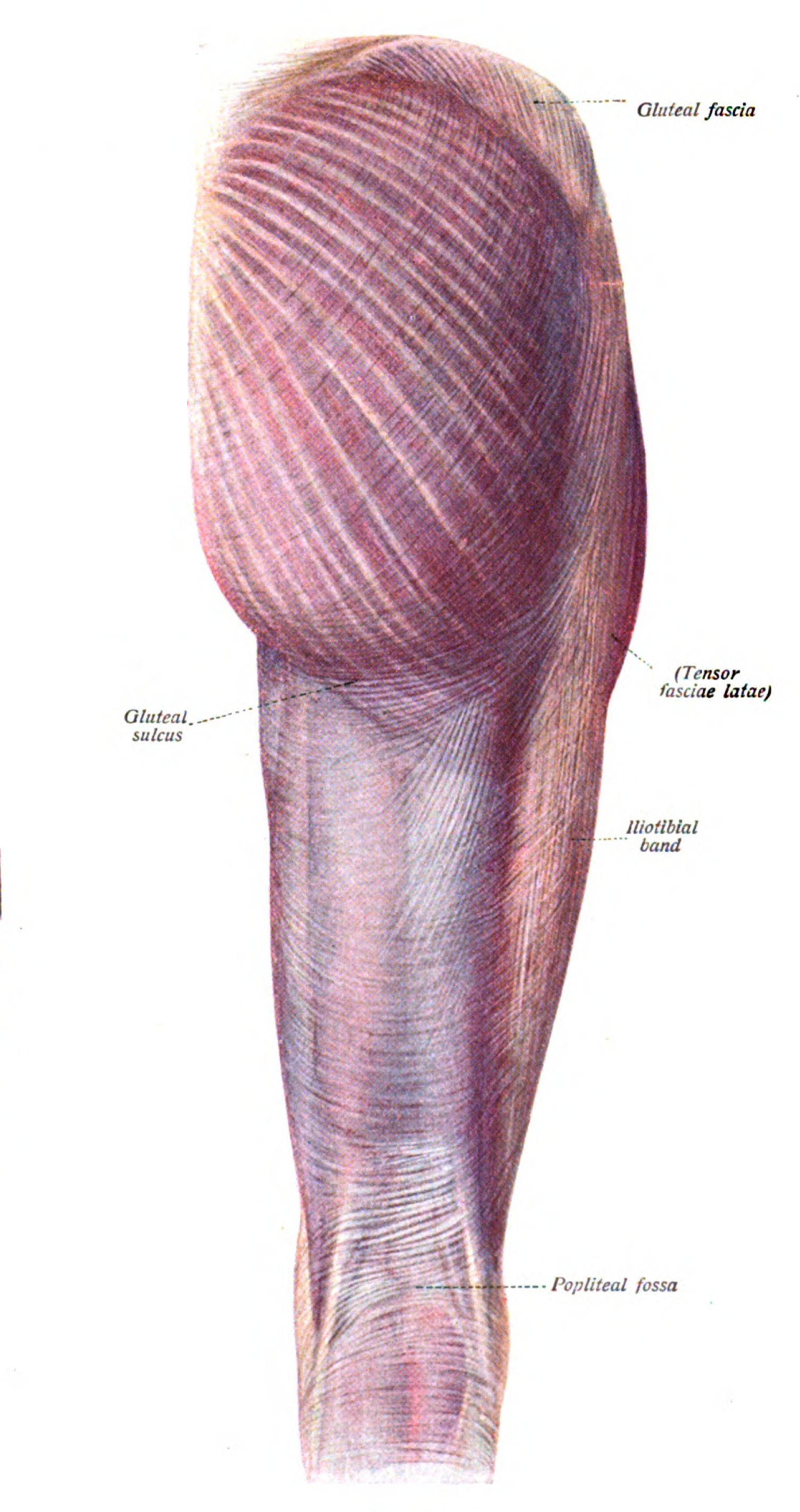
Gluteus maximus este cel mai superficial mușchi al șoldurilor, aici vizibil în centru sus, cu pielea îndepărtată de pe întregul picior drept.
Gluteus maximus așa cum ar apărea pe un schelet fără alți mușchi
Toți mușchii fesieri, maximus în galben
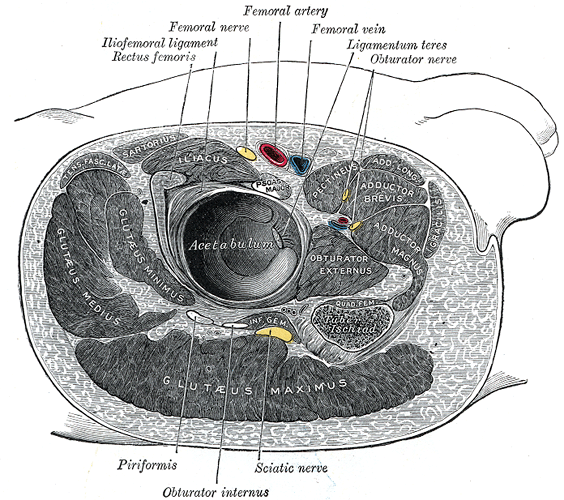
Structurile care înconjoară articulația șoldului dreaptă (fesierul maxim este vizibil în partea de jos)
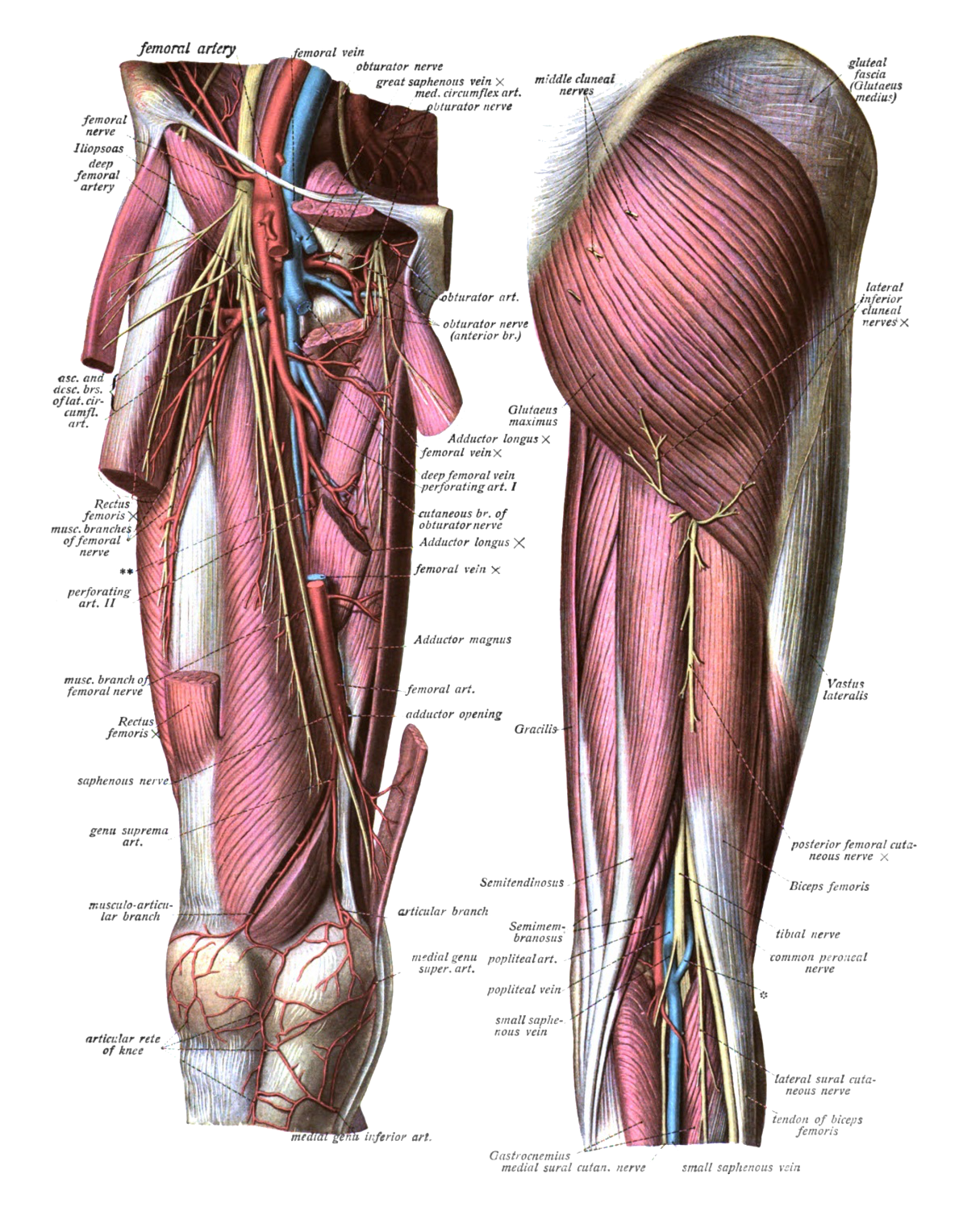
Inervația și alimentarea cu sânge a gluteusului maximus
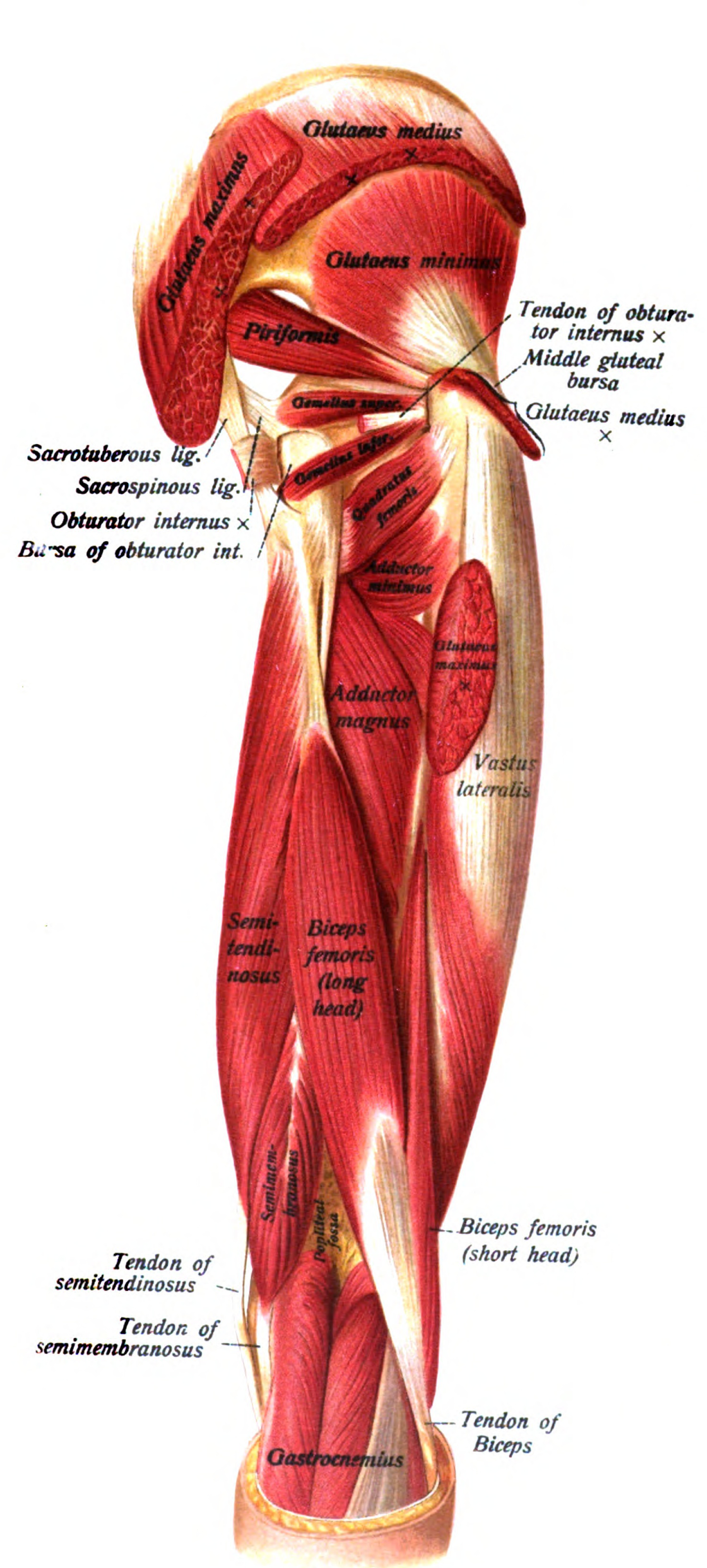
Gluteus maximus - secțiune care prezintă structurile subiadicente
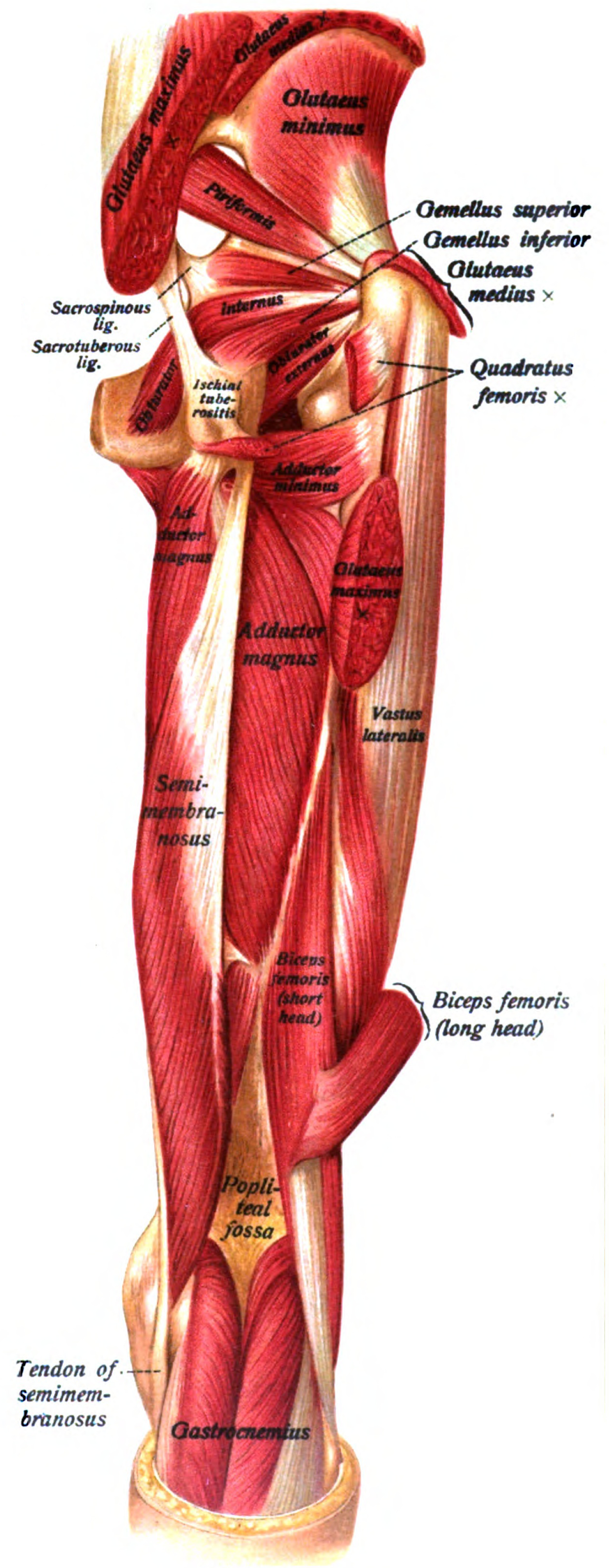
Secțiune prin gluteus maximus, arătând structurile subadiacente
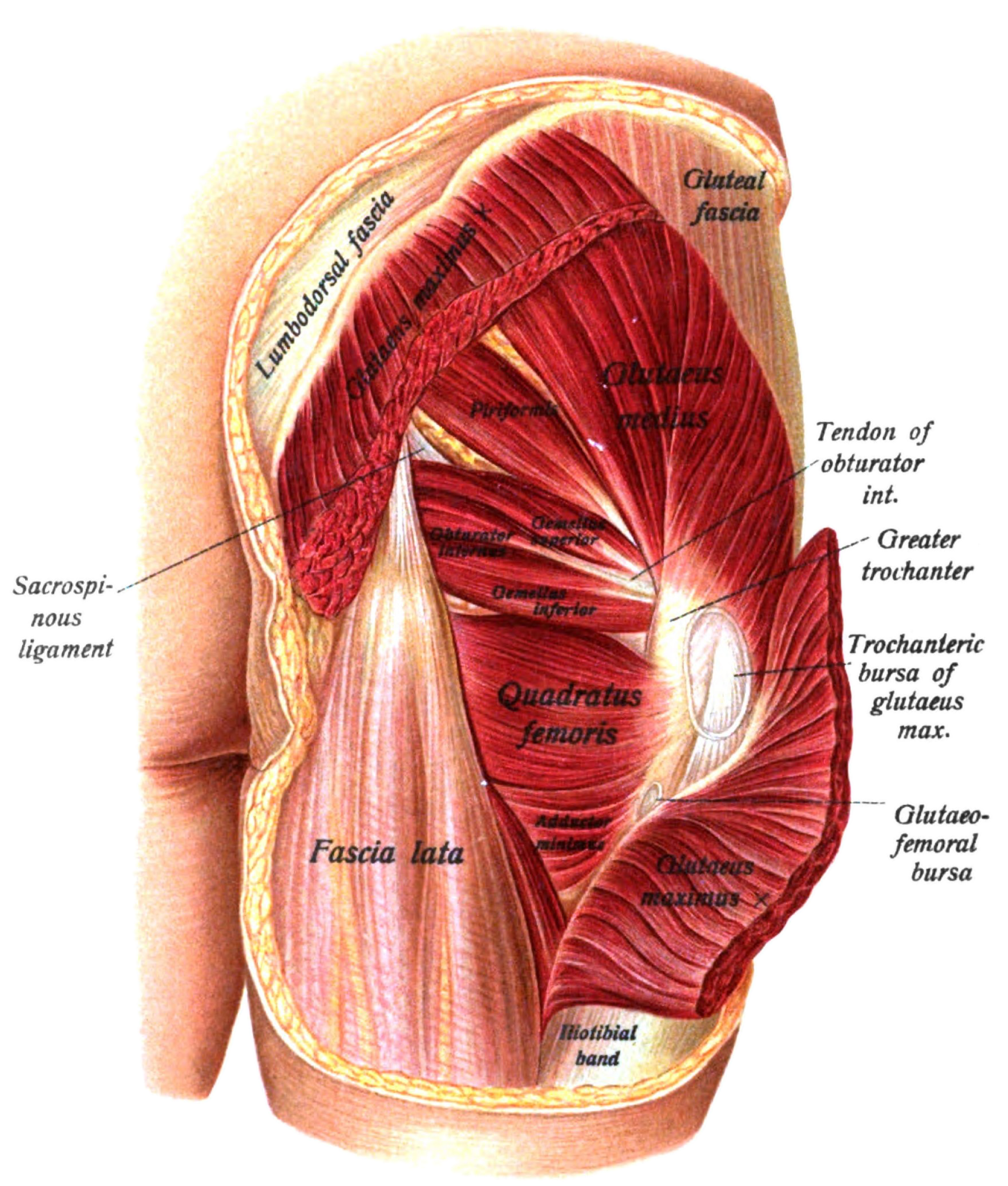
Structurile vizible sub gluteus maximus
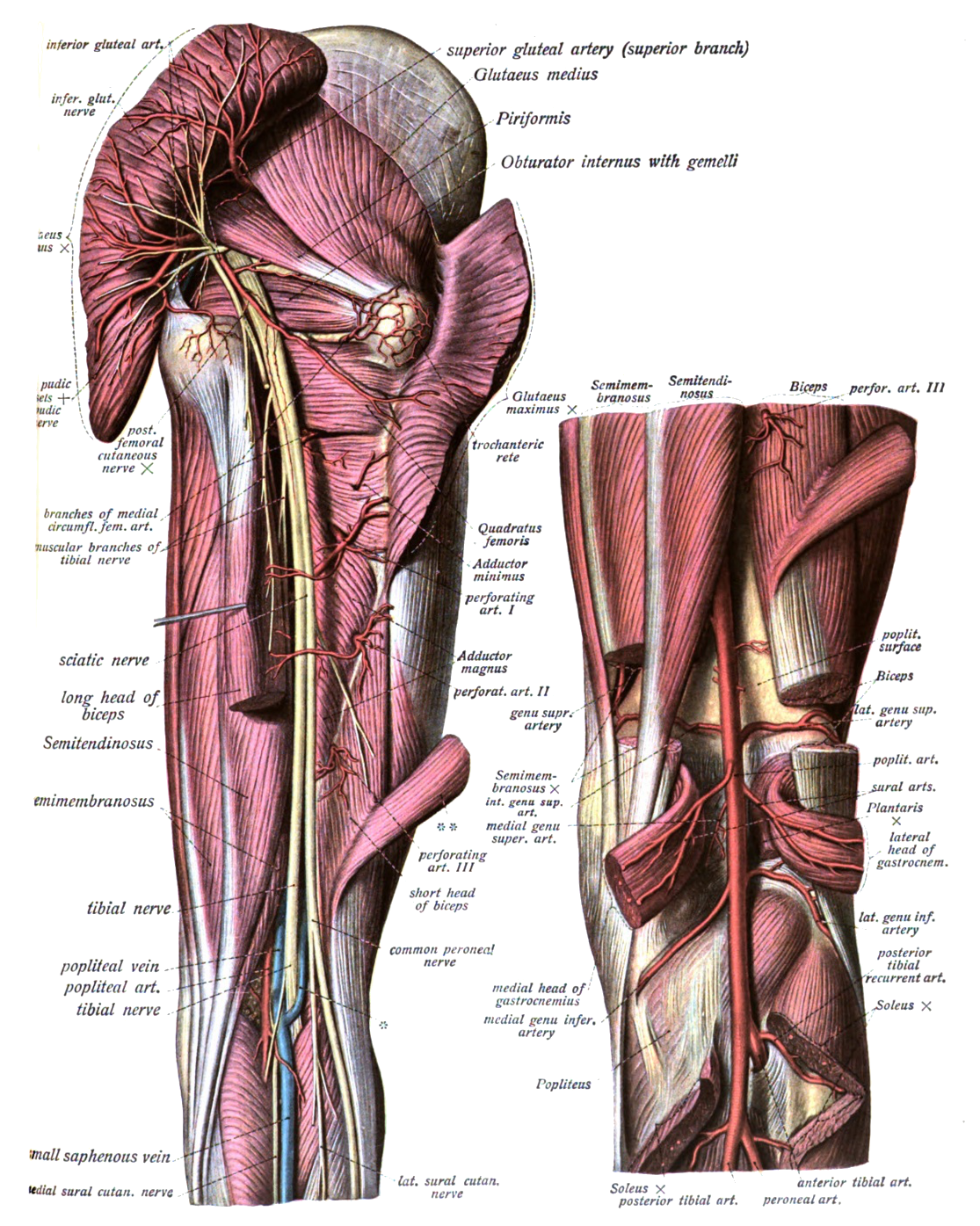
Inervația văzută de sub gluteus maximus